# Valtajeros
Valtajeros es un municipio y localidad española de la provincia de Soria, en la comunidad autónoma de Castilla y León. El término tiene una población de 19 habitantes (INE 2024).

## Geografía

Término municipal.

El municipio tiene un área de 22,93 km². Pertenece al partido judicial de Soria y a la comarca de Tierras Altas. Desde el punto de vista jerárquico de la Iglesia católica forma parte de la diócesis de Osma-Soria la cual, a su vez, pertenece a la archidiócesis de Burgos.
En su término se encuentra el despoblado de Torretarrancho.
En el término, incluido en la Red Natura 2000, se encuentra el Lugar de Interés Comunitario conocido como Oncala-Valtajeros, que ocupa 1282 hectáreas, el 56 % de su término.

## Historia
Durante la Edad Media formaba parte de la Comunidad de Villa y Tierra de Magaña, que en el censo de Floridablanca aparece repartida en cuatro partidos, siendo una villa eximida por el duque de Santisteban.
A la caída del Antiguo Régimen la localidad se constituyó en municipio constitucional en la región de Castilla la Vieja, partido de Ágreda que en el censo de 1842 contaba con 50 hogares y 196 vecinos. La localidad aparece descrita en el decimoquinto volumen del Diccionario geográfico-estadístico-histórico de España y sus posesiones de Ultramar de Pascual Madoz de la siguiente manera:

VALTAGEROS: l. con ayunt. en la prov. de Soria (7 leg.), part. jud. de Agreda (6), aud. terr. y c. g. de Burgos, dióc. de Calahorra (9): sit. en el principio de la sierra de su nombre, con clima frio aunque sano: tiene 55 casas; la consistorial que sirve de cárcel; escuela de instruccion primaria, frecuentada por 26 alumnos de ambos sexos, á cargo de un maestro, dotado con 400 rs. y 27 fan. de trigo; una igl. parr., filial de la de Magaña, servida por un teniente cura: confina el térm. con los de Fuentes de Magaña, Cerbon y Villarraso; dentro de él se encuentran infinidad de manantiales de abundantes y finísimas aguas: el terreno bañado por un arroyo que baja de Torretarranclo, es quebrado y de mediana calidad. caminos: los que dirigen á los pueblos limítrofes. prod.: cereales, algunas legumbres y buenos pastos, con los que se cria ganado lanar y cabrio; abunda la caza menor. ind.: la agrícola y recriacion de ganados. pobl.: 50 vec., 196 alm. cap. imp.: 29,062 rs. 4 maravedises.
(Madoz, 1849, p. 495)

## Geografía humana

### Demografía
Cuenta con una población de 19 habitantes (INE 2024).
| Gráfica de evolución demográfica de Valtajeros entre 1842 y 2021                                                                                                |
| |
| Población de derecho según los censos de población del INE Población de hecho según los censos de población del INEEn este censo se denominaba Valtageros: 1842 |

### Población por núcleos
| Núcleos        | Habitantes (2000) | Habitantes (2010) | Notas      |
| -------------- | ----------------- | ----------------- | ---------- |
| Valtajeros     | 30                | 28                |            |
| Torretarrancho | 0                 | 0                 | Despoblado |

## Patrimonio
- Iglesia de Nuestra Señora del Collado: Fue declarada Bien de Interés Cultural en la categoría de Monumento el 26 de marzo de 2007.[7]
- La Callejuela: Fue declarada Bien de Interés Cultural en la categoría de zona arqueológica el 5 de mayo de 2005.[7]